# Angélique Namaika

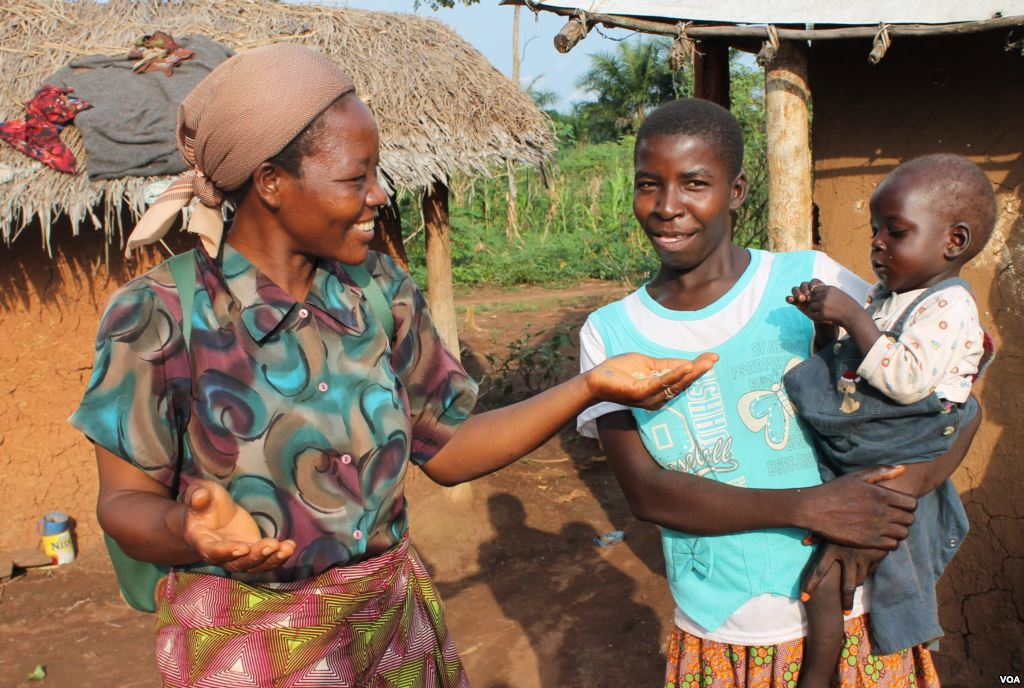
Schwester Angélique Namaika (links), 2013

Angélique Namaika (* 11. September 1967 in Kembisa, Republik Kongo) ist eine Nonne aus einer Kongregation der Augustinerinnen, Congregação das Irmãs Agostinas de Dungu e Doruma, in der Demokratischen Republik Kongo. 2013 erhielt sie den Nansen-Flüchtlingspreis des Flüchtlingskommissars der Vereinten Nationen (ACNUR). Sie erhielt den Preis für ihren Einsatz für weibliche Opfer der Gruppe Lord’s Resistance Army (LRA), einer christlich-militärischen Sekte, welche wegen verschiedener Menschenrechtsverletzungen, unter anderem Mord, Entführung, Verstümmelung, sexuelle Ausbeutung von Kindern und Zwang von Kindern als Kindersoldaten im Norden von Uganda, in Teilen des Sudan, der Zentralafrikanische Republik und der Demokratischen Republik Kongo bekannt geworden ist.

## Leben
Nachdem sie 1992 der Kongregation beigetreten war, legte sie im Jahr 2000 ihre Gelübde ab. 2003 ging sie als Missionarin nach Dungu und wurde dort Mitbegründerin des Vereins Maman Bongissa, welcher später umbenannt wurde in Centro para Reintegração e Desenvolvimento (CRAD, Centre for Reintegration and Development, deutsch etwa: „Zentrum für Wiedereingliederung und Entwicklung“). Durch die Arbeit dieses Zentrums konnte Schwester Angélique bereits mehr als 2000 Frauen helfen, die Opfer von sexueller Gewalt und körperlichen und psychischen Angriffen geworden waren. Oft leiden diese Frauen und Kinder an Ausgrenzung durch ihre Familien und Gemeinschaften.

„Die Flüchtlinge, die durch die Gewalt der Lord’s Resistance Army vertrieben werden, sind höchst gefährdet. Sie werden gefangen genommen, in den Wald gebracht und Soldaten übergeben. Dort werden sie geschlagen und werden Opfer sexueller Gewalt.“

Das Centro para Reintegração e Desenvolvimento bietet Kurse zur Alphabetisierung, für Backen und Konditorei, Nähen und Kochen, sowie psychologische Unterstützung und Stärkung des Selbstwertgefühls an. Es fördert auch Diskussionen über Frauenrechte.

„Ich sah eine Gruppe von Frauen zusammenkommen, aber sie hatten niemanden, der sie anleitete, sie ausbildete. Diese Frauen hatten keine Chance, zur Schule zu gehen, aber sie waren bereit zu arbeiten und der Gesellschaft nützlich zu sein. Ich fing an, ihnen Nähen, Kochen beizubringen und zu alphabetisieren.“

Namaika möchte durch Berufsbildung zur sozialen und wirtschaftlichen Eigenständigkeit der Frauen beitragen.

„Denn wenn diese Frauen auf Almosen angewiesen sind und keine Möglichkeit haben, Geld zu verdienen, werden sie sich in der Minute, in der die Almosen aufhören, in der gleichen Armut wiederfinden wie zuvor.“

Zusätzlich zu all der Gewalt, die sie erleiden, sind die Frauen und viele andere Menschen gezwungen zu fliehen, um den Konflikten in der Region zu entkommen. Laut einem UNHCR-Bericht waren 2,5 Millionen Menschen gezwungen, ihre Heimat zu verlassen. Schwester Angélique selbst wurde 2009 durch LRA-Angriffe vertrieben und lebte vier Monate in überfüllten Flüchtlingsunterkünften.

„Wir wussten nicht wohin. Wir folgten den anderen, die flohen. Unterwegs ruhten wir uns ein wenig aus, weil wir sehr müde waren, die Kinder weinten, andere kümmerten sich um ihre Kinder. Wir erreichten einen Ort mehr als 20 Kilometer von Dungu entfernt. Diese Erfahrung hat mir geholfen, mich Frauen hinzugeben. Wenn Sie vertrieben werden, müssen Sie um alles bitten. Manchmal fragt man, bekommt aber keine Hilfe. Dasselbe gilt für diese vertriebenen Frauen.“

António Guterres, der damalige Hohe Flüchtlingskommissars der Vereinten Nationen, kommentierte die Auszeichnung:

„Das Leben dieser Frauen wurde durch die brutale Gewalt der Vertreibung zerstört. Schwester Angélique beweist, dass eine einzelne Person einen großen Unterschied im Leben von Familien machen kann, die vom Krieg zerrissen wurden. Sie ist eine wahre humanitäre Heldin.“

Auf die Frage, wie sie die Nachricht von der Auszeichnung erhalten habe, erklärte Namaika:

„Es war eine Überraschung für mich. Und es hat mich sehr gefreut! Ich bin sehr dankbar. Einmal habe ich geweint, weil ich meine Arbeit alleine gemacht habe. Als ich den Preis gewann, dachte ich: „Also weiß die Welt von diesem kleinen Job, den ich mache?“ So sah ich, dass diese Arbeit nicht nur meine ist, sondern auch Gott gehört, der mir den Mut gibt, diesen Frauen weiter zu helfen. Diese Auszeichnung gehört auch ihnen und wird ihnen bei ihrer Arbeit helfen. Ich bitte Gott, nicht stolz zu sein, sondern weiterhin einfach zu handeln und diesen Frauen zu helfen. Ich bin den UNHCR-Teams sehr dankbar und sehe, dass ich nicht allein bin. Wenn ich nur einer Frau helfen kann, ist es schon ein Erfolg. Ich bitte Gott, mich als einfachen Menschen zu bewahren und diesen Frauen weiterhin zu helfen.“